# Yann Candele
Yann Candele (11 de marzo de 1971) es un jinete canadiense que compitió en la modalidad de salto ecuestre. Ganó una medalla de oro en los Juegos Panamericanos de 2015, en la prueba por equipos.

## Palmarés internacional
| Juegos Panamericanos | Juegos Panamericanos | Juegos Panamericanos | Juegos Panamericanos |
| Año                  | Lugar                | Medalla              | Categoría            |
| -------------------- | -------------------- | -------------------- | -------------------- |
| 2015                 | Toronto (Canadá)     | Medalla de oro       | Por equipos          |